# Kanton Bugeat
Kanton Bugeat (francouzsky Canton de Bugeat) je francouzský kanton v departementu Corrèze v regionu Limousin. Tvoří ho 11 obcí.

## Obce kantonu
- Bonnefond
- Bugeat
- Gourdon-Murat
- Grandsaigne
- Lestards
- Pérols-sur-Vézère
- Pradines
- Saint-Merd-les-Oussines
- Tarnac
- Toy-Viam
- Viam